# نوریوکی ساکموتو
نوریوکی ساکموتو (انگلیسی: Noriyuki Sakemoto؛ زادهٔ ۸ سپتامبر ۱۹۸۴) بازیکن فوتبال اهل ژاپن است.
از باشگاه‌هایی که در آن بازی کرده‌است می‌توان به باشگاه فوتبال سرزو اوساکا اشاره کرد.